# Salvador Zubirán
Salvador Zubirán Anchondo (Cusihuiriachi, Chihuahua, 23 de diciembre de 1898 - Ciudad de México, 24 de abril de 1998) fue un médico y profesor que fuera rector de la Universidad Nacional Autónoma de México de 1946 a 1948.

## Estudios

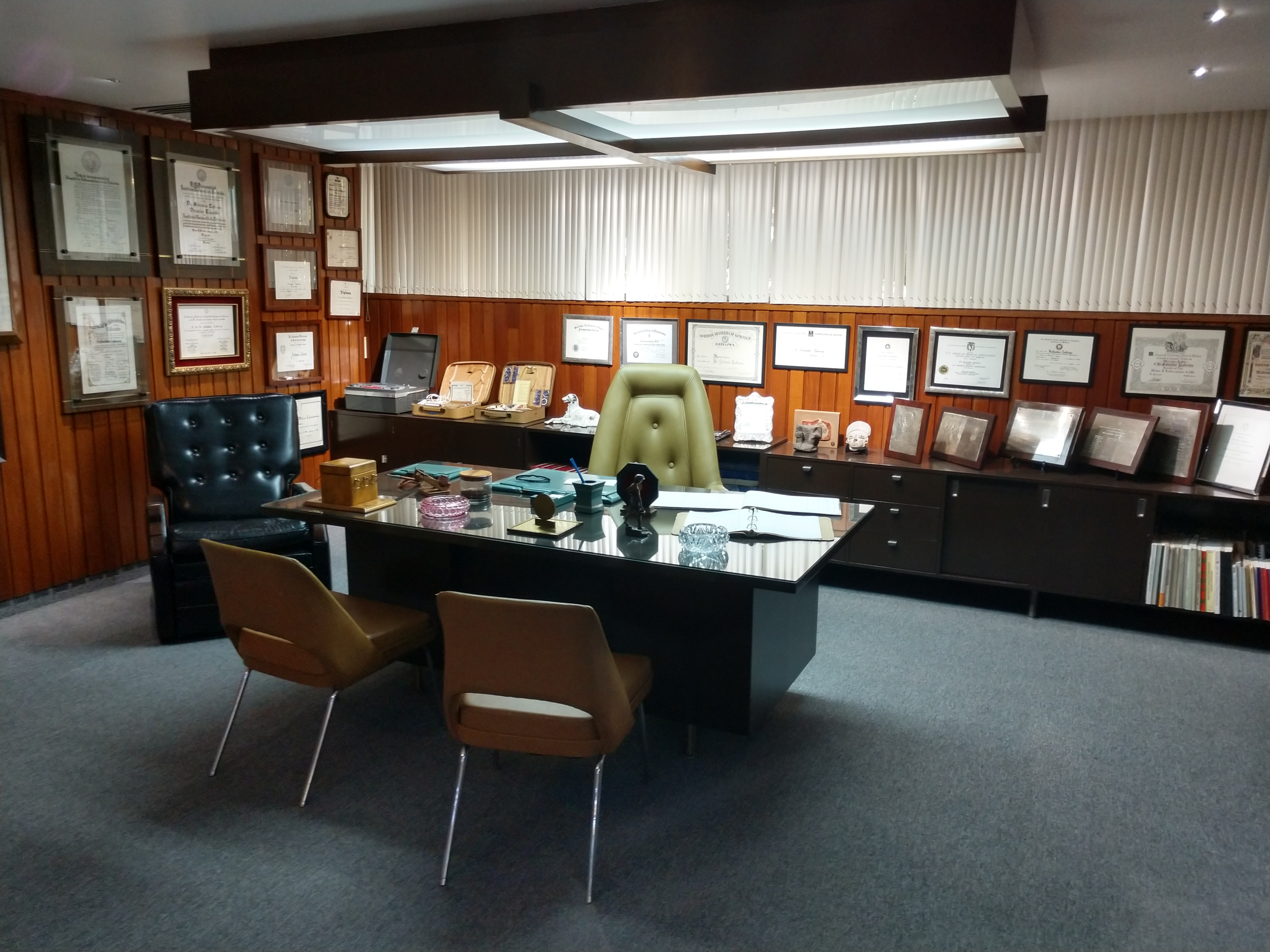
Réplica del consultorio del doctor Zubirán.

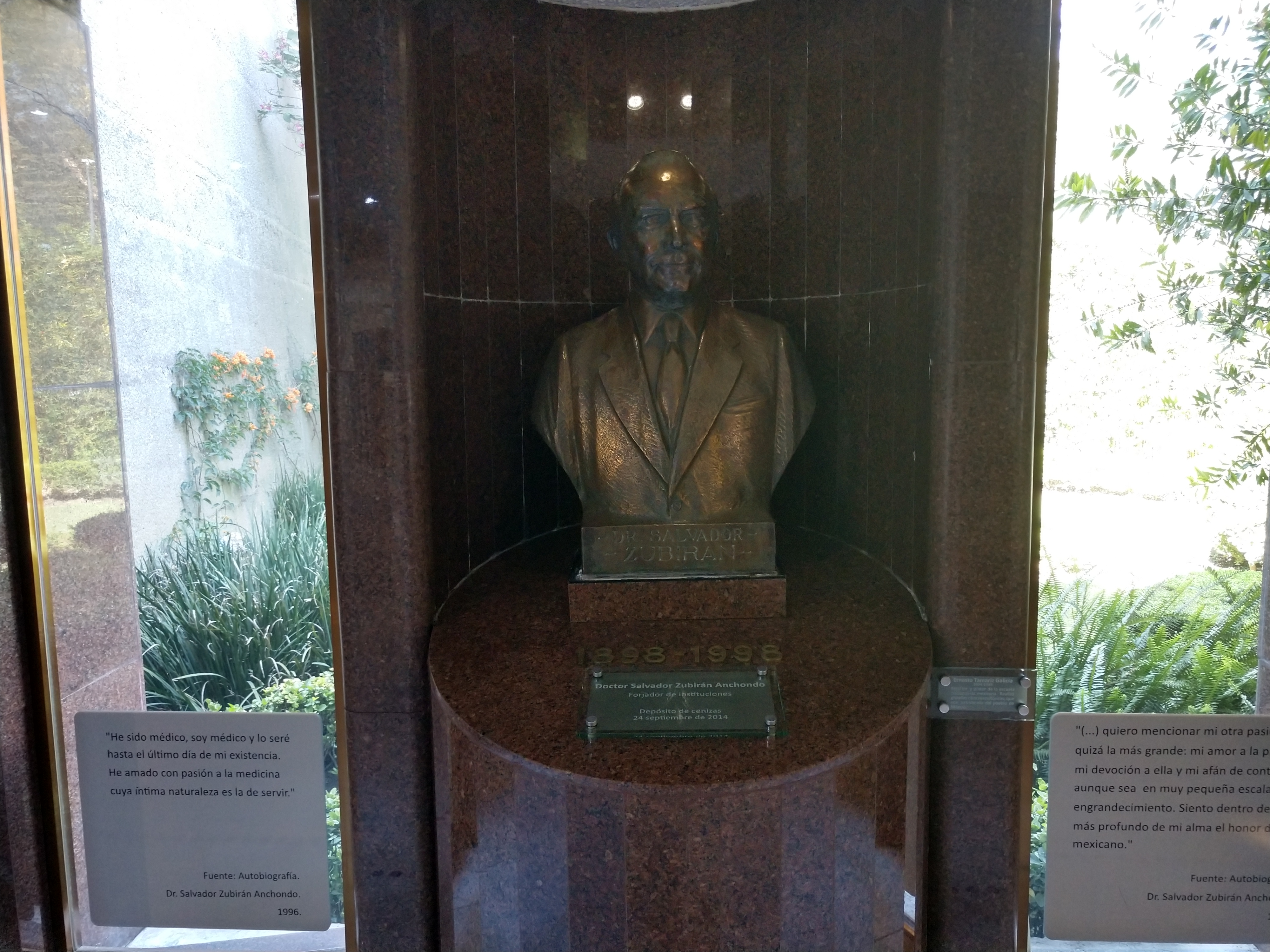
Mausoleo de Salvador Zubirán en el instituto que lleva su nombre.

Estudió en la Escuela Nacional Preparatoria en 1913. Inició la carrera de medicina en 1915, obteniendo el título de médico cirujano en 1923 en la Universidad Nacional de México. Estudió un curso de posgrado en la Universidad de Harvard de 1924 a 1925.

## Docencia
Impartió clases de Clínica propedéutica médica de 1928 a 1933, fue profesor de Clínica médica de 1934 a 1945 en la Escuela Nacional de Medicina y en la Facultad de Medicina de la UNAM de 1946 a 1966, en donde fue nombrado profesor emérito en 1967. Fue el rector de la Universidad Nacional Autónoma de México de 1946 a 1948.
Sale de rectoría por un movimiento organizado desde la presidencia de la república, movimiento que acorde al propio Salvador Zubirán en su autobiografía "Mi vida y mi lucha", (p 123), atribuye al secretario particular del presidente Alemán, el señor Rogerio de la Selva.

## Cargos públicos
Después de ocupar diversos cargos en la Secretaría de Asistencia Pública, fue nombrado subsecretario de 1940 a 1943, cuando Gustavo Baz estuvo al frente de dicha dependencia. Fue miembro de la Comisión de Estudios de la Presidencia de la República. En 1946 fue fundador y director del Hospital de Enfermedades de la Nutrición. Fue patrono vocal del Nacional Monte de Piedad y consejero emérito del Consejo de Salubridad General de 1983 a 1988.

## Premios y distinciones
- Premio Nacional de Ciencias y Artes en 1968 por el gobierno de México.[3]
- Diploma y medalla de honor por el Hospital Peter Bent Brigham de la Universidad de Harvard.
- Orden Nacional al Mérito con grado de Comendador por la República de Ecuador
- Orden Carlos Manuel de Céspedes con el grado de Oficial por la República de Cuba
- Doctor honoris causa por la UNAM.
- Doctor honoris causa por la Universidad de Yucatán.
- Doctor honoris causa por la Universidad Autónoma del Estado de México.
- Diploma al mérito por la Universidad Autónoma de Nuevo León.
- Diploma de profesor emérito de la Facultad de Medicina de la Universidad de Yucatán.
- Diploma maestro honorario de la Facultad de Medicina Doctor Ignacio Chávez de la Universidad Michoacana de San Nicolás de Hidalgo.
- Doctor honoris causa por la Benemérita Universidad Autónoma de Puebla.
- Orden al mérito Francisco Hernández por la Federación Panamericana de Asociaciones de Facultades y Escuelas de Medicina.
- Premio condecoración Doctor Eduardo Liceaga por el Consejo de Salubridad General.
- Doctor honoris causa por la Universidad Autónoma de Chihuahua.
- Socio honorario de la Sociedad Mexicana de Geografía y Estadística.
- Medalla Belisario Domínguez del Senado de la República en 1986.[4]
- Premio Elías Sourasky en Desarrollo Institucional en Salud, otorgado por la Fundación Mexicana para la Salud, en 1993.

## Publicaciones
- Doctor Salvador Zubirán, Asociación de Médicos del Instituto Nacional de Nutrición

México D.F. Impreso y hecho en México 1973
- Mi Vida y Mi Lucha, Fundación Mexicana para la Salud A.C.

México, D.F.Impreso y hecho en México1996
- Salvador Zubirán 1898-1998, Fundación Mexicana para la Salud A.C. México D.F. Impreso y hecho en México 1998.

Falleció en el año del centenario de su nacimiento en 1998. El hospital que fundó y dirigió cambió su nombre por el de Instituto Nacional de la Nutrición Salvador Zubirán en su honor. En el año 2000 se convirtió en el Instituto Nacional de Ciencias Médicas y Nutrición Salvador Zubirán.